# Ace of Spades (canção)
Ace of Spades em português: Às De Espadas é uma canção da banda de rock britânica Motörhead, lançada como single em 1980 e é a faixa título do álbum Ace of Spades.

## Sucesso comercial
A canção passou 13 semanas na UK Singles Chart, e originalmente atingiu o posto 15 na época se seu lançamento. No início de janeiro de 2016, chegou ao número 9 e na parada inglesa oficial de sexta-feira "Ace of Spades" foi a número 13, logo após a morte do frontman Lemmy em dezembro de 2015 e a subsequente dissolução da banda. Foram vendidas 208 mil cópias digitais do single até janeiro de 2016. Em 9 de janeiro chegou ao topo da UK Rock Singles.

## Recepção
A canção é considerada o hino definitivo do Motörhead, a qual "chocou as paradas musicais inglesas e provou a todos que a banda podia obter êxito sem sacrificar seu poder e velocidade ferozes".
Em março de 2005, a revista Q colocou-a na posição 27 em sua lista das 100 Maiores Faixas de Guitarra, afirmando que "essa canção foi uma introdução a qual não estaria fora de lugar sendo a trilha sonora do fim do mundo". Em 2009 foi nomeada a 10ª maior canção de hard rock de todos os tempos pelo VH1. No mesmo ano, foi incluída no jogo Guitar Hero, um dos primeiros jogos de ritmo dos EUA. Também aparece na sequencia do game, Guitar Hero II, como uma canção baixável. Em ambos os jogos, a música é uma versão cover feita pelo WaveGroup.
Essa não foi a último vez que a canção apareceu em um jogo eletrônico. Motörhead fez a "Ace of Spades '08", uma regravação de 2008 de seu hit famoso. Essa versão também está no jogo Rock Band 2, bem como no Guitar Hero: Metallica. Lemmy, do Motörhead, apareceria tocado baixo e cantando, ainda que a banda já tenha outro baixista. Para completar, Lemmy é disponibilizado como um personagem desbloqueável na loja do jogo, e pode ser usado para quatro posições: baterista, baixista, guitarrista ou vocalista.
Em 2014, o NME classificou Ace of Spades como número 155 em sua lista das 500 maiores canções de todos os tempos.